# 스타 트렉 2: 칸의 분노
《스타 트랙 2: 칸의 분노》(영어: Star Trek II: The Wrath of Khan)는 1982년에 개봉한 스타트렉의 두번째 극장판 영화이다.

## 줄거리
2285년, 제임스 T. 커크 제독은 스폭 함장의 훈련병들을 대상으로 한 시뮬레이션 세션을 감독한다. 시뮬레이션에서 사빅 중위는 손상된 코바야시 마루 선박의 승무원을 구출하기 위한 구조 임무에서 스타십USS Enterprise를 지휘하지만, 클링온 순양함의 공격을 받아 심각한 손상을 입는다. 이 시뮬레이션은 승산 없는 시나리오로, 스타플릿 장교들의 인성을 시험하기 위해 고안되었다. 나중에 레너드 매코이 박사는 커크의 생일을 맞아 그를 방문한다. 나이 때문에 침울해하는 커크를 본 의사는 커크에게 책상 뒤에 늙어가는 대신 새로운 지휘를 맡으라고 조언한다.
한편, 스타십 릴라이언트호는 죽은 물질을 거주 가능한 행성으로 재구성하도록 설계된 제네시스 장치를 시험하기 위해 생명 없는 행성을 찾는 임무를 수행 중이다. 릴라이언트호의 클락 테럴 함장과 파벨 체코프 부함장은 세티 알파 VI로 착각한 행성을 평가하기 위해 전송한다. 그곳에서 그들은 유전적으로 개조된 폭군 칸 누니언 싱에게 붙잡히고, 칸은 그들이 세티 알파 V에 있다고 설명한다. 15년 전, 커크는 칸과 그의 추종자들이 엔터프라이즈호를 장악하려 한 후 그들을 그곳에 유배 보냈다. 6개월 후, 세티 알파 VI가 폭발하여 세티 알파 V의 궤도가 바뀌고 사막 황무지가 되었다. 이 재앙으로 칸의 추종자들 중 많은 수가 죽었으며, 그의 아내를 포함한 다른 이들은 토착 기생 세티 장어에게 죽임을 당했다.
칸은 체코프와 테럴에게 장어 유충을 심어 마인드 컨트롤에 취약하게 만들고, 그 둘을 이용하여 릴라이언트호를 장악한다. 칸의 부관인 요아힘은 복수심을 버리라고 제안하지만, 칸은 커크를 죽이겠다고 주장한다. 제네시스 장치에 대해 알게 된 칸은 커크의 옛 연인이었던 캐롤 마커스 박사와 그들의 아들 데이비드가 장치를 개발 중인 우주 정거장 레귤라 I를 공격한다.
훈련 항해 중이던 엔터프라이즈호가 레귤라 I에서 조난 신호를 받자 커크는 지휘를 맡는다. 항해 중 엔터프라이즈호는 릴라이언트호의 기습 공격을 받아 심각한 손상을 입는다. 칸은 제네시스와 관련된 모든 자료를 포기하면 커크의 승무원들을 살려주겠다고 제안한다. 커크는 시간을 벌고, 칸이 우주선에 익숙하지 않다는 점을 이용하여 릴라이언트호의 쉴드를 원격으로 낮춰 반격을 가능하게 한다. 칸은 퇴각하여 수리를 해야 했고, 엔터프라이즈호는 레귤라 I로 겨우 이동한다. 커크, 매코이, 사빅은 정거장으로 전송하여 테럴과 체코프가 살아있고 캐롤 마커스 팀이 학살당한 것을 발견한다. 그들은 캐롤과 데이비드가 제네시스를 근처 행성체 깊숙한 곳에 숨겨놓은 것을 발견한다. 칸은 테럴과 체코프를 스파이로 사용하고 있었고, 그들에게 커크를 죽이라고 명령한다. 테럴은 장어의 영향에 저항하다가 자살하고, 체코프는 장어가 몸에서 빠져나가자 쓰러진다. 칸은 제네시스를 릴라이언트호에 전송하여 커크를 행성체에 고립시키려 하지만, 커크와 스폭의 암호화된 재회 준비에 속는다. 커크는 엔터프라이즈호를 근처 뮤타라 성운으로 향하게 하여 칸을 성공적으로 유인한다. 성운 내부의 조건은 쉴드를 무력화하고 조준 시스템을 손상시켜 엔터프라이즈호와 릴라이언트호를 동등하게 만든다. 스폭은 칸의 전술이 3차원 전투에 대한 경험 부족을 나타낸다고 지적하고, 커크는 이를 이용하여 릴라이언트호를 무력화한다.
치명상을 입은 칸은 죽어가면서 아합 선장의 말을 인용하며 제네시스를 작동시킨다. 커크의 승무원들은 작동을 감지하고 사정거리 밖으로 벗어나려 하지만, 함선의 워프 항법이 손상되어 제시간에 성운을 탈출할 수 없다. 스폭은 방사능에 오염된 엔진실로 가서 워프 동력을 복구한다. 매코이가 스폭의 진입을 막으려 하자, 스폭은 벌컨 신경 압박으로 그를 무력화하고 정신 융합을 수행하며 "기억하라"고 말한다. 스폭은 워프 드라이브를 수리하고, 엔터프라이즈호는 워프하여 폭발을 피하며 새로운 행성을 형성한다. 방사능 피폭으로 죽어가기 전에 스폭은 엔터프라이즈호를 구하기 위한 자신의 희생 결정이 논리적인 것이었으므로 슬퍼하지 말라고 커크에게 간청한다. 커크와 함선 승무원들은 스폭을 위한 우주장을 치르고, 그의 관은 새로운 제네시스 행성에 착륙한다.

## 출연

### 주연
- 윌리엄 샤트너
- 리카르도 몬탈반
- 레너드 니모이
- 드포레스트 켈리

### 조연
- 제임스 두한
- 워터 코에닉
- 조지 타케이
- 니셸 니콜스

## 기타
- 원조: 진 로든버리
- 협력프로듀서: 윌리엄 F. 필립스
- 미술: 조셉 R. 제닝스
- 의상: 로버트 플레처
- 자문: 진 로든버리

## 한국판 성우진 (MBC, 1992년 3월 24일)
- 유강진 - 커크(윌리엄 샤트너)
- 황일청 - 칸(리카르도 몬탈반)